# 清原深養父
清原 深養父（きよはら の ふかやぶ）は、平安時代中期の歌人・貴族。豊前介・清原房則の子。官位は従五位下・内蔵大允。中古三十六歌仙の一人。

## 経歴
延喜8年（908年）内匠少允、延長元年（923年）内蔵大允等を歴任、延長8年（930年）従五位下に叙せられる。晩年は洛北・静原に補陀落寺を建立し、隠棲したという。
勅撰歌人であり、『古今和歌集』（17首）以下の勅撰和歌集に41首が入集している。藤原兼輔・紀貫之・凡河内躬恒などの歌人と交流があった。家集に『深養父集』がある。琴の名手であり、『後撰集』には清原深養父が琴を弾くのを聴きながら、藤原兼輔と紀貫之が詠んだという歌が収められている。
- 小倉百人一首
  - 36番 夏の夜は まだ宵ながら 明けぬるを 雲のいづくに 月宿るらむ（『古今和歌集』夏166）

存命中は高い評価を受けていたが、藤原公任の『三十六人撰』（いわゆる三十六歌仙）に名をあげられなかったこともあって、この歌は平安末期まで秀歌の扱いを受けなかったようである。その後、藤原俊成や藤原清輔らに再評価され中古三十六歌仙の一人に撰ばれた。

## 官歴
『中古歌仙三十六人伝』による。
- 延喜8年（908年） 正月12日：内匠少允
- 延長元年（923年） 6月22日：内蔵大允
- 延長8年（930年） 11月21日：従五位下（諸司労20年）

## 系譜
- 父：清原房則（または房則の父・海雄[4]、祖父・通雄（道雄）とする系図もある）
- 母：不詳
- 妻：不詳
  - 男子：清原春光 - 元輔の父・清少納言の曽祖父または祖父。元輔を深養父の子とする系図もある。
  - 男子：清原重文 - 子孫に東北地方の豪族・出羽清原氏を繋げる系図もある[4]。